# Pure Instinct
Pure Instinct – trzynasty studyjny album Scorpions wydany w roku 1996.

## Lista utworów
1. „Wild Child” – 4:16
2. „But The Best For You” – 5:19
3. „Does Anyone Know” – 5:55
4. „Stone In My Shoe” – 4:37
5. „Soul Behind The Face” – 3:59
6. „Oh Girl (I Wanna Be With You)” – 3:48
7. „When You Came Into My Life” – 5:27
8. „Where The River Flows” – 4:09
9. „Time Will Call your Name” – 3:56
10. „You And I” – 6:13
11. „Are You the One?” – 3:11

## Twórcy albumu
- Klaus Meine – śpiew
- Rudolf Schenker – gitara rytmiczna
- Matthias Jabs – gitara solowa
- Ralph Rieckermann – gitara basowa
- Curt Cress – perkusja
- Erwin Musper – producent
- Keith Olsen – producent (utwory 1 i 7)